# Верхняя Игра
Верхняя Игра — село в Граховском районе Удмуртии, на реке Улек. Административный центр Верхнеигринского сельского поселения.

## История
Впервые деревня Новая Игра упоминается в Ландратской переписи 1716 года, среди населённых пунктов сотни Токбулата Рысова Арской дороги Казанского уезда. По итогам десятой ревизии в 1859 году в 38 дворах казённой деревни Верхняя Игра при речках Умяк и Чильчик проживало 320 жителей и располагалось сельское управление. В 1862 году было получено разрешение на строительство церкви. В 1864 году строительство завершено и 18 октября церковь освящена во имя Святых Петра и Павла.
До 1921 года село входило в состав Граховской волости Елабужского уезда (с 1921 года — Можгинского). После укрупнения административных единиц 1924 года, в селе размещалась администрация Верхнеигринского сельсовета. Указом Президиума Верховного Совета УАССР от 29 мая 1939 года закрыта церковь.
В результате реформы местного самоуправления 2004 года, Верхнеигринский сельсовет преобразован в муниципальное образование Верхнеигринское и наделён статусом сельского поселения.

## Экономика
В настоящее время в селе находится центральная усадьба СПК «Родина», племенной завод по разведению крупного рогатого скота черно-пестрой породы.

## Объекты социальной сферы
- МОУ Верхнеигринская средняя общеобразовательная школа — 23 учителей и 111 учеников[6]
- Верхнеигринский фельдшерско-акушерский пункт
- Верхнеигринский детский сад
- Верхнеигринский сельский дом культуры

## Улицы
- улица 10-й Пятилетки
- 1-я Заречная улица
- 2-я Заречная улица
- улица Майорова
- улица Родинская
- Хуторский переулок